# Marcus Macrinius Avitus Catonius Vindex
Marcus Macrinius Avitus Catonius Vindex (†176) was een Romeinse ridder die opklom tot senator en consul suffectus in het jaar 175.
Hij begon zijn militaire carrière als hoofd van de hulptroepen Cohors VI Gallorum, daarna tribuun van de Legio VI Victrix in Eboracum, Britannia, commandant van de Ala III Augusta Thracum en nadien Ala I Ulpia Contariorum in Pannonia superior. Bij het begin van de Marcomannenoorlog (166/167) hield hij een inval van 6000 Longobarden in Pannonië tegen.
Na zijn militaire carrière werd hij gouverneur van Moesia superior (172-175) en Moesia inferior (175-176). Hij was 42 jaar en 5 maanden oud toen hij stierf.